# Eric Welin
Eric Edfast Welin, född 9 juni 1923 i Östersund, död 22 juli 2014 i Stockholm, var en svensk geolog och mineralog. Eric Welin växte upp i Åbo, Finland, dit familjen flyttat och fadern var fotograf. Efter grundläggande geologi-studier i Finland flyttade Eric Welin tillbaka till Sverige. År 1956 började han vid AB Atomenergi, där han arbetade med mineralogiska och malmgeologiska undersökningar av uranförekomster, ett ämne som han disputerade i vid Stockholms universitet 1966. År 1965 anställdes Eric Welin vid Naturhistoriska riksmuseet som tillförordnad professor i mineralogi (ersättare för Frans Erik Wickman som fått en professorstjänst i USA), och kom att leda uppbyggnaden av ett geokronologiskt laboratorium vid museet med medel från dåvarande Malmfonden, med avsikt att med radiometriska dateringsmetoder åldersbestämma den svenska berggrunden. 
År 1973 sammanslogs det Geokronologiska Laboratoriet med Laboratoriet för Radioaktiv Datering, vilket främst sysslade med kol-14-datering av arkeologiska och kvartärgeologiska prov, och bildade Laboratoriet för Isotopgeologi (LIG) vid Naturhistoriska riksmuseet. Samma år erhöll Eric Welin den ordinarie professuren i mineralogi vid museet, och blev samtidigt föreståndare för LIG. Eric Welin var utomordentligt framgångsrik att skaffa resurser till laboratoriet, som blev en nationell resurs för isotopgeologiska undersökningar, framförallt av den svenska berggrunden och dess malmförekomster. Åldersbestämningar med kalium-argon-, rubidium-strontium- och uran-bly-metoderna kompletterades med studier av bly-isotoper i malmer och av stabila isotoper (kol, syre och svavel-isotoper), samtidigt som kol-14-laboratoriet fram till början av 1990-talet fortsatte sin uppdragsverksamhet med datering av arkeologiska och kvartärgeologiska prover. 
Eric Welins egen forskning var huvudsakligen inriktad på åldersbestämning av den svenska berggrunden. I nära samarbete med geologer från Sveriges geologiska undersökning gjorde han en viktig pionjärinsats för att klarlägga de stora dragen i den svenska berggrundens åldersförhållanden och utveckling, ett arbete som fortsatt efter hans pensionering med alltmer förfinade metoder. Den mer traditionella mineralogin kom däremot att spela en mer undanskymd roll vid museet under hans tid som professor.  
Eric Welin blev 1979 ledamot av Vetenskapsakademien, och representerade också Sverige i Internationella Geologi-Unionens subkommission för prekambrisk stratigrafi. Han har fått ett nytt mineral, welinit, uppkallat efter sig Efter hans pensionering år 1990 delades hans professur på hans inrådan upp i två separata professurer, en i mineralogi (med Ulf Hålenius som innehavare), och en i isotopgeologi (med Stefan Claesson som innehavare). Eric Welin är begravd på Sollentuna kyrkogård.